# Margarete von Bayern (1442–1479)

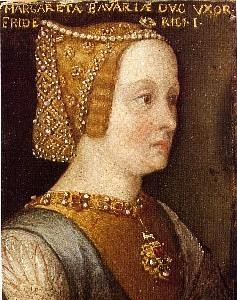
Margarete von Bayern, Markgräfin von Mantua

Margarete von Bayern (* 1. Januar 1442 in München; † 14. Oktober 1479 in Mantua) war eine Prinzessin von Bayern-München und durch Heirat Markgräfin von Mantua.

## Leben
Margarete war die älteste Tochter von Herzog Albrecht dem Frommen von Bayern (1401–1460) aus dessen Ehe mit Anna (1420–1474), Tochter des Herzogs Erich I. von Braunschweig-Grubenhagen.
Sie heiratete am 10. Mai 1463 in Mantua Markgraf Federico I. Gonzaga von Mantua (1441–1484), den sie trotz seiner körperlichen Missbildung – er hatte einen Buckel – liebte, schätzte und seine moralischen Qualitäten zu rühmen wusste. Die eheliche Verbindung vertiefte den Handel zwischen beiden Fürstentümern. Der Hof in Mantua wurde dominiert durch Margaretes Schwiegermutter Barbara und Margarete galt als taktvoll genug, sich diesem Umstand zu beugen. Margarete starb sowohl vor ihrer Schwiegermutter, als auch ihrem Ehemann und wurde in der St. Andreaskirche in Mantua bestattet.

## Nachkommen
Aus ihrer Ehe hatte Margarete folgende Nachkommen:
- Chiara (1464–1503) ⚭ 1481 Graf Gilbert de Bourbon von Montpensier (1443–1496)
- Francesco II. Gonzaga (1466–1519), Markgraf von Mantua ⚭ 1490 Isabella d’Este (1474–1539)
- Sigismondo Gonzaga (1469–1525), Kardinal
- Elisabetta (1471–1526) ⚭ 1486 Herzog Guidobaldo da Montefeltro von Urbino (1472–1508)
- Maddalena (* 1472 in Mantua; † 8. Januar 1490 in Pesaro)[2] ⚭ 27. Oktober 1489 Giovanni Sforza, Herr von Pesaro (* 5. Juli 1466 in Pesaro; † 27. Juli 1510 in Pesaro)[2]
- Giovanni Gonzaga (1474–1525), Herr von Vescovado ⚭ 1493 Laura Bentivoglio († 1523)